# Violet Makuto
Violet Mmochi Makuto est une joueuse kényane de volley-ball née le 20 mai 1993.

## Biographie
Violet Makuto est membre d'une fratrie nombreuse, plusieurs étant des joueurs internationaux de volley-ball, comme Asha, Everlyne et Luke.
Elle fait partie de l'équipe du Kenya féminine de volley-ball avec laquelle elle participe au Grand Prix mondial 2014 et au championnat du monde 2018,.
Elle remporte la médaille d'or des Jeux africains de 2019.

## Clubs
- 2014-2018  Kenya Pipelines

## Palmarès
- Médaille d'or des Jeux africains de 2019
- Médaille d'or du Championnat d'Afrique féminin de volley-ball 2013